# Ursulinas del Sagrado Corazón de Jesús
El Instituto de las Hermanas Ursulinas del Sagrado Corazón de Jesús de Asola (oficialmente en italiano: Istituto delle Suore Orsoline del Sacro Cuore di Gesù), o simplemente Ursulinas del Sagrado Corazón de Jesús, es una congregación religiosa católica femenina de derecho pontificio, fundada por las religiosas italianas Maria Ignazia Isacchi y Maria Margherita Lussana, en Gazzuolo, el 5 de septiembre de 1893. Las religiosas de este instituto son conocidas como Ursulinas de Asola y posponen a sus nombres las siglas: O.S.C.

## Historia
Maria Ignazia Isacchi y Maria Margherita Lussana eran dos religiosas italianas, pertenecientes a la Congregación de las Ursulinas de San Jerónimo, conocidas como Ursulinas de Somasca, cuando en 1892 el obispo de Cremona, Geremia Bonomelli, a petición de una noble de la ciudad de Gazzuolo, pidió a dicha congregación fundar una casa en esta ciudad para dedicarse a la atención de una escuela. Fueron enviadas estas dos religiosas junto a otras siete. Inmediatamente, la casa de Gazzuolo se independizó formando un nuevo instituto religioso, aprobado como congregación religiosa de derecho diocesano el 7 de diciembre de 1893, con el nombre de Hermanas Ursulinas del Sagrado Corazón de Jesús.
El 20 de octubre de 1894, la congregación celebró su primer Capítulo general, donde fue elegida Maria Ignazia, como superiora general y sor Maria Margherita como vicaria general. De ahí que sean consideradas como las fundadoras. En 1917 la casa general se trasladó a Asola (Mantua).
Luego del 1900, el instituto se expande sobre todo en las provincias de Bérgamo y Mantua. A la muerte de las fundadoras, la congregación contaba con 19 casas y 120 religiosas. La primera casa fuera de Italia, se fundó en Libia en 1975, misión que tuvieron que abandonar en 2013, debido a la guerra que enfrenta el país. En 1991 se abrieron a las misiones en Burundi.

## Organización
El Instituto Hermanas Ursulinas del Sagrado Corazón de Jesús de Asola es un instituto religioso de derecho pontificio y centralizado, cuyo gobierno es ejercido por una superiora general. Actualmente este cargo lo desempeña la religiosa italiana la religiosa italiana Maria Silvana Merlotti. La sede central se encuentra en Asola (Italia).
Las ursulinas de Asola, desde sus orígenes, se dedicaron a numerosas obras de asistencia, especialmente en favor de la juventud, pero en la actualidad las actividades sanitarias y educativas se han ido transformando en acompañamiento espiritual en hospitales, centros educativos y casas de retiros. En sus obras son ayudadas por la fraternidad laical de los Amigos del Sagrado Corazón.. En 2017, el instituto contaba con 84 religiosas y 16 comunidades, presentes en Italia y Burundi.